# Matruh
Matruh (Arabisch: مطروح) is een van de 29 gouvernementen van Egypte. Het ligt aan de kust in het noordwesten van het land. In het westen grenst het gouvernement aan buurland Libië. Met een gebied dat meer dan 210.000 vierkante kilometer beslaat is Matruh op Nieuwe Vallei na het meest uitgestrekte gouvernement van Egypte. Eind 2006 telde het ruim 320.000 inwoners, of anderhalve inwoner per vierkante kilometer. De hoofdstad van het gouvernement is Marsa Matruh.